# Самбада, Исмаэль
Исмаэль Марио Самбада Гарсия (род. 1 января 1948, El Alamo, Синалоа, Мексика) — мексиканский наркобарон и лидер картеля Синалоа. Прежде чем он возглавил весь картель, он якобы служил координатором логистики в его фракции Самбада-Гарсия, которая курировала незаконную поставку кокаина и героина в США. Арестован в июле 2024 года в Эль-Пасо (штат Техас) и находится под стражей в США. До этого он никогда не был арестован или заключён в тюрьму и был последним оставшимся беглецом в списке 37 самых разыскиваемых наркобаронов Мексики.

## Ранние годы
Самбада был фермером, который начал торговать наркотиками в небольших количествах, по несколько килограммов за раз. Однако это было только для того, чтобы закрепиться, прежде чем он начал увеличивать производство героина и марихуаны своей бандой, а также укрепил свои позиции торговца людьми. 

## Карьера
Самбада исторически тесно сотрудничал с картелем Хуареса и семьей Каррильо Фуэнтес, поддерживая при этом независимые связи с колумбийскими поставщиками кокаина.
В 1989 году, когда мексиканский наркобарон Мигель Анхель Феликс Гальярдо был арестован, его организация распалась на две противоборствующие группировки: картель Тихуаны, лидерство в котором унаследовали его племянники, братья Арельяно Феликс, и Картель Синалоа, руководство которым перешло к бывшим лейтенантам Эктору Пальме, Адриану Гомесу Гонсалесу, Исмаэлю Самбада Гарсии, Игнасио Коронелю и Хоакину Гусману (Эль Чапо). Наркобароны картеля Синалоа действовали в штатах Синалоа, Дуранго, Чиуауа, Сонора, Нуэво-Леон и Наярит.
С 1998 года Самбада разыскивался генеральной прокуратурой Мексики, была назначена награда на общую сумму 2,8 миллиона долларов США за него и пятерых других лидеров картеля Хуареса.
В 2006 году администрация президента Фелипе Кальдерона начала наступление на мексиканские сети незаконного оборота наркотиков. Тихуанский картель, крупнейший и наиболее изощрённый из мексиканских картелей того времени, принял основной удар на себя. Воспользовавшись этим, другие наркобароны, в первую очередь Исмаэль Самбада и Хоакин Гусман, начали распространять своё влияние на северо-запад Мексики, что привело к полномасштабной нарковойне. 
Организация Самбады, Картель Синалоа, получает многие тонны кокаина в основном по морю из колумбийских источников. Картель использует различные методы, в том числе самолёты, грузовики, автомобили, лодки и туннели для транспортировки кокаина в Соединённые Штаты. Члены картеля переправляют кокаин контрабандой в свои ячейки в Аризоне, Атланте, Калифорнии, Иллинойсе и Нью-Йорке. Самбада активен в основном в мексиканских штатах Синалоа и Дуранго, оказывая влияние на большую часть тихоокеанского побережья Мексики, а также в Канкуне, Кинтана-Роо, Соноре и Нуэво-Леоне.
В 2007 году Самбада был внесён в список «Самые разыскиваемые в Америке», и ФБР предложило до 5 миллионов долларов США за информацию, ведущую к его поимке.
В 2011 году считалось, что Самбада, возможно, сделал пластическую операцию и замаскировался, чтобы передвигаться по Мексике. До 2016 года Самбада возглавлял картель Синалоа в партнерстве с Хоакином «Эль Чапо» Гусманом, когда Эль Чапо был схвачен. Считается, что с 2016 года Самбада принял на себя полное командование картелем Синалоа и стал самым могущественным наркобароном Мексики.
В 2019 году его сын Самбада Ньебла дал показания против Хоакина Гусмана и рассказал о доставке его отцом тонн наркотиков, а также о том, что «бюджет взяток его отца часто достигал 1 миллиона долларов в месяц, причём взятки шли многим высокопоставленным мексиканцам — представителям власти».
24 июня 2020 года выяснилось, что Самбада был готов предоставить бывшим ведущим мексиканским наркобаронам Рафаэлю Каро Кинтеро и Мигелю Каро Кинтеро высокие должности в картеле Синалоа, если они согласятся присоединиться. Однако усилия по вербовке братьев не увенчались успехом, поскольку здоровье Самбады ухудшилось, а сыновья Эль Чапо приобрели большое влияние.

## Арест
По сообщениям СМИ, 25 июля 2024 года Самбада и Хоакин Гусман Лопес, сын Хоакина Гусмана Лоэры, были арестованы официальными лицами США на частном аэродроме в Эль-Пасо, штат Техас, после того, как сдались властям.

## Личная жизнь
Самбада женат на Росарио Ньебла Кардоса. У него трое сыновей и четыре дочери. Его жена и сыновья, Серафин Самбада-Ортис (псевдоним «Эль Сера», по состоянию на 2018 год арестован и освобождён) и Исмаэль Самбада-Империал (псевдоним «Эль Майито Гордо», осуждён), как и его четыре дочери, Мария Тереза, Мидиам Патрисия, Моника дель Росарио и Модеста, сыграли активную роль в распространении наркотиков и отмывании денег. 18 марта 2009 года его сын Висенте Самбада Ньебла был арестован мексиканской армией. Другой его сын, Исмаэль «Майито» Самбада-младший, разыскивался по обвинению в заговоре с целью распространения наркотиков в Соединённых Штатах.
20 октября 2010 года некоторые из его родственников были арестованы в Мехико по обвинению в торговле наркотиками: брат Исмаила, Иисус «Король» Самбада, а также сын и племянник Исмаила.
18 июня 2014 года его зять Хуан Габриэль Гонсалес Ибарра, муж Мидиам Патрисии, скончался от удара током в своём доме в Кулиакане.
В июне 2020 года бывший агент DEA Майк Виджил сообщил, что Самбада болен диабетом.